# إبراهيم باشا قطرآغاسي
البكلربك إبراهيم باشا قطرآغاسي هو سياسي عثماني شغل منصب والي دمشق منذ حتى .

## مناصبه
تولى المناصب التالية:
- والي حلب
- والي دمشق